# الفلسطيني (فلم)
الفلسطيني هو فيلم وثائقي تلفزيوني، مدته 66 دقيقة، أنتج عام 1977. الفيلم هو من إنتاج وبطولة فانيسا ريدغريف، وإخراج روي باترسبي.

## جدل حول الفيلم
أعتبر بعض النقاد الفيلم على أنه مناهض وضد إسرائيل   انتقد الرئيس الفخري لرابطة مكافحة التشهير الفيلم، مشيرًا إلى أن بعض ردود وحوارات الأشخاص الذين قابلتهم الممثلة لم تتم ترجمتها من العربية، وأن الفيلم يظهر أطفال يتدربون على استعمال الأسلحة النارية وأن عبارة «اقتلوا العدو!» ترددت وتكررت في الفيلم. انتقد رئيس منظمة إنصاف الممثلين في الولايات المتحدة المقابلة في الفيلم مع رئيس منظمة التحرير الفلسطينية ياسر عرفات، والتي قال فيها إن الحل الوحيد لمشكلة الشرق الأوسط هو تصفية (إزالة) دولة إسرائيل، وكان رد ريدغريف بالفيلم على هذا هو بـ: «بالتأكيد».
فازت فانيسا ريدغريف بجائزة الأوسكار لأفضل ممثلة مساعدة عن دورها في فيلم جوليا . ترشيحها بالجائزة جذب الإنتباه حولها والنقد، وقد شهد الحفل إعتصامات ومظاهرات من قبل كل من عصبة الدفاع عن اليهود (تختصر JDL بالإنجليزية)، ومتظاهرين ومعارضين آخرين بالمقابل لنصرة الممثلة والقضية الفلسطينية وهم يلوحون بأعلام منظمة التحرير الفلسطينية.  في خطاب قبولها في حفل توزيع جوائز الأوسكار، ألقت ريدغريف خطاب قصير قائلة «في الأسابيع القليلة الماضية، لقد وقفتم بحزم ورفضتم أن تخشوا تهديدات مجموعة صغيرة من المجرمين الصهاينة، الذين يعتبر سلوكهم إهانة لمكانة اليهود في جميع أنحاء العالم، وسجلهم العظيم والبطولي في النضال ضد الفاشية والقمع».  فيما يتعلق بإستخدامها لعبارة «المجرمون الصهاينة»، قالت صحيفة الديلي تلغراف في وقت لاحق لهذه الحادثة، «من الواضح الآن أنها كانت تشير إلى المتطرفين في عصبة الدفاع عن اليهود الذين عرضوا مكافأة لقتلها. ومع ذلك، في سياق دعمها لمنظمة التحرير الفلسطينية، كانت هذه عبارة أختيرت بشكل غير سليم للغاية، إذ أن هذه العبارة هي التي جعلت من الممكن لمنتقدي ريدغريف أن يشيروا ضمناً إلى أنها تعني دولة إسرائيل بأكملها، وبالتالي سبوها على أنها معادية للسامية لسنوات تالية». قام بادي تشايفسكي، الحائز على جائزة الأوسكار، بالرد في وقت لاحق خلال الحفل على أقوال ريدغريف، وكان ذلك أثناء تقديمه لجائزة ما، حيث إنتقدها على أنها تستغل الحفل من أجل أن تقوم بإبداء آرائها السياسة. 
في وقت لاحق في ذلك العام، في الساعة 4:26 صباحًا في تاريخ 15 يونيو 1978، انفجرت قنبلة أمام مسرح دوني بلازا (بالإنجليزية: Doheny Plaza) في لوس أنجلوس، حيث تم تأجيل موعد إفتتاح الفيلم، الذي كان من المفروض أن يتم عرضه لأول مرة في وقت لاحق من ذلك المساء، يومًا واحدًا.   وفي وقت لاحق، أُدين عضو في عصبة الدفاع عن اليهود (JDL) بالحادثة وحُكم عليه بـ «فحص نفسي شامل» لمدة ثلاثة أشهر مع هيئة شباب كاليفورنيا.